# Thysanocroce damarae
Thysanocroce damarae là một loài côn trùng trong họ Nemopteridae thuộc bộ Neuroptera. Loài này được McLachlan miêu tả năm 1898.